# The Gentlemen (série télévisée)
Pour les articles homonymes, voir Gentleman (homonymie).
Production
Diffusion
The Gentlemen est une série télévisée américano-britannique créée par Guy Ritchie, diffusée le 7 mars 2024 sur Netflix. Il s'agit d'une adaptation de son film homonyme sorti en 2019.

## Synopsis
Soldat pour les Nations unies en mission en Turquie, Edward « Eddie » Horniman revient en urgence en Angleterre au chevet de son père Archibald, 12e Duc de Halstead. Il retrouve ainsi les siens, dont son frère aîné Freddy et sa petite sœur Charlotte. Contre toute attente, Edward hérite entre autres du titre de son père, de son manoir et de son vaste domaine en Grande-Bretagne, malgré les vives protestations de Freddy, qui pensait avoir l'essentiel de l'héritage en tant qu'aîné.
Eddie apprend que son frère, accro à la cocaïne, a contracté d'énormes dettes auprès de Tommy Dixon, un criminel notoire de Liverpool. Il découvre également que la propriété abrite la fabrication d'une partie d'un immense empire du trafic de cannabis. Celui-ci est aujourd'hui géré par Susan Glass, pour le compte de son père, Bobby, incarcéré.

## Distribution

### Personnages principaux
- Theo James (VF : Damien Ferrette) : Eddie Horniman
- Kaya Scodelario (VF : Kelly Marot) : Susie Glass
- Daniel Ings (VF : Thomas Roditi) : Freddy Horniman
- Joely Richardson (VF : Isabelle Gardien) : Lady Sabrina
- Michael Vu (VF : Alexis Tomassian) : Jimmy Chang
- Joshua McGuire (en) (VF : Pascal Nowak) : Peter Spencer-Forbes / Sticky Pete
- Vinnie Jones (VF : Pascal Casanova) : Geoff Seacombe
- Edward Fox (VF : Jean Barney) : Archibald Horniman
- Giancarlo Esposito (VF : Thierry Desroses) : Stanley Johnston
- Ray Winstone (VF : Philippe Catoire) : Bobby Glass
- Freddie Fox (VF : Aurélien Raynal) : Max Bassington
- Kristofer Hivju (VF : Stéphane Roux) : Florian De Groot
- Laurence O'Fuarain (en) (VF : Boris Rehlinger) : J. P. Ward

### Récurrents
- Stéphane Fichet : Mr Lawrence
- Jasmine Blackborow (en) (VF : Laetitia Coryn) : Charly
- Chanel Cresswell (en) (VF : Anne Mathot) : Tamasina "Tammy" Horniman
- Pearce Quigley (VF : Bernard Alane) : John "The Gospel" Dixon
- Gaia Weiss (VF : Elle-même) : la princesse Rosanne
- Max Beesley (VF : Laurent Maurel) : Henry Collins
- Harry Goodwins (VF : Juan Llorca) : Jack Glass
- Ruby Sear (VF : Rebecca Benhamour) : Gabrielle
- Ranjit Krishnamma (VF : Martial Le Minoux) : Ahmed

### Invités
- Peter Serafinowicz (VF : Pierre Tessier) : Tommy Dixon
- Dar Salim (VF : Christophe Peyroux) : Felix
- Nigel Havers (VF : Philippe Crubezy) : Tibsy Whitecroft

 Source et légende : version française (VF) sur RS Doublage

## Épisodes
1. Raffinement et agressivité
2. Tackle Tommy woo woo
3. Ma beuh, où elle est ?
4. Un homme antipathique
5. J'ai des centaines de cousins
6. Toute éventualité
7. Non sans péril
8. L'Évangile selon Bobby Glass

## Production

### Genèse et développement
En octobre 2020, Guy Ritchie commence à développer une série qu'il va écrire et réaliser, inspiré par son film The Gentlemen, avec Miramax Television. Le cinéaste produit également le film avec la même équipe que pour le long métrage. Matthew Read collabore avec Guy Richie à l'écriture de l’épisode pilote et participe également à la production de la série via sa société Moonage Pictures avec Will Gould. Après visionnage du pilote, Netflix commande la série,.
En novembre 2022, Theo James est annoncé dans le rôle principal,. Kaya Scodelario, Daniel Ings, Joely Richardson, Giancarlo Esposito, Peter Serafinowicz, Alexis Rodney et Vinnie Jones sont ensuite annoncés,. En juin 2023, Max Beesley est annoncé. L'actrice Chanel Cresswell rejoint la série dans un rôle récurrent en décembre 2022. La présence de Ray Winstone est confirmée lors de la sortie de la première bande-annonce en janvier 2024.

### Tournage
Le tournage a lieu à Londres et au château de Badminton House de novembre 2022 à juin 2023,,.

### Fiche technique
Sauf indication contraire, les informations mentionnées dans cette section peuvent être confirmées par la base de données cinématographiques IMDb,  présente dans la section « Liens externes ».
- Créateur : Guy Ritchie
- Scénario : Guy Ritchie, Matthew Read, Stuart Carolan, John Jackson, Haleema Mirza, Billy Mason Wood, Theo Mason Wood
- Réalisation : David Caffrey, Eran Creevy, Nima Nourizadeh et Guy Ritchie
- Musique : Christopher Benstead
- Photographie : Callan Green, Björn Charpentier et Ed Wild
- Production : Laura Jackson, Max Keene et Nick Shuttleworth

Production déléguée : Bill Block, Ivan Atkinson, Marn Davies, Will Gould, Marc Helwig, Matthew Read, Guy Ritchie et Frith Tiplady
- Sociétés de production : STX Television, Miramax Television et Moonage Pictures
- Durée : entre 43 et 67 minutes

## Accueil

### Date de diffusion
La série est sortie le 7 mars 2024 sur Netflix.

### Critique
Sur le site d'agrégation de critiques Rotten Tomatoes, la première saison obtient 74% d'avis favorables, pour 70 critiques et une note moyenne de 7,1⁄10. Le consensus suivant résumé les avis collectés : « Élégant comme un costume bien repassé et doté d'une puissance regardable par son casting, The Gentlemen de Guy Ritchie ne développe pas de manière transparente le film original mais a suffisamment de verve pour être amusante selon ses propres conditions. » Sur le site Metacritic, qui utilise une moyenne pondérée, la 1re saison obtient la note de 67⁄100 pour 26 critiques.
En France, le site Allociné propose une note moyenne de 3,7⁄5 basée sur 9 titres de presse. Dans Le Point, Pablo Baron écrit notamment « Le contraste entre les deux frères et la confrontation de deux mondes opposés (le crime organisé et l'aristocratie) donnent à l'intrigue un caractère jouissif. Si certaines longueurs et redondances scénaristiques auraient pu être évitées, les personnalités bien trempées de nos héros, qui doivent sans cesse affronter de nouveaux problèmes, ne laissent pas au spectateur le temps de s'ennuyer. En fin de compte, Guy Ritchie dresse le portrait d'un monde manichéen : l'abjecte pègre anglaise face au grand milieu aristocrate, tous deux pourtant peuplés de personnalités dangereuses et exubérantes. »

## Distinctions

### Nominations
- Golden Globes 2025 : Meilleure série télévisée musicale ou comique